# 가야고등학교
가야고등학교(伽耶高等學校)는 대한민국 부산광역시 부산진구 가야동에 있는 사립 고등학교이다.

## 학교 연혁
- 1954년 9월 4일 : 학교법인 명인학원 설립
- 1973년 11월 1일 : 구 항도고등학교 인수
- 1974년 3월 1일 : 부산가야고등학교로 교명 변경
- 1974년 3월 5일 : 한오작 교장 취임
- 1974년 3월 28일 : 현 위치로 교사 이전
- 1986년 11월 20일 : 3학급 증설(45학급)
- 1994년 1월 1일 : 가야고등학교로 교명 변경
- 1998년 3월 2일 : 교육청 지정 국어 교과 교육 연구 중심학교
- 1998년 11월 12일 : 지역모델 중점 육성 학교로 지정
- 1999년 3월 2일 : 교육청 지정 새 학교 문화창조 시범학교
- 2010년 3월 2일 : 영어교과교실 연구학교 선정
- 2021년 9월 1일 : 박형준 교장 취임
- 2023년 12월 21일 : 제70회 졸업식(149명, 총 30,975명)
- 2024년 3월 4일 : 2024학년도 신입생 입학(168명)

## 참고 자료
- 가야고등학교 - 한국교육학술정보원 학교알리미